# Bill Mackey
Bill Mackey (ur. 10 grudnia 1927 w Dayton, Ohio, zm. 29 lipca 1951 w Winchester, Indiana) – były amerykański kierowca wyścigowy.

## Kariera
30 maja 1951 wystartował w zespole Karl Hall w wyścigu Indianapolis 500, który wówczas był jedną z eliminacji Mistrzostw Świata Formuły 1. W klasyfikacji generalnej sezonu 1951 Formuły 1 zajął 20. miejsce.